# خان زاده سلطان
خان زاده سلطان (بالتركية الحديثة: Hanzade Sultan) هي ابنة السلطان العثماني أحمد الأول من زوجته كوسم سلطان، وأخت السلاطين عثمان الثاني ومراد الرابع وإبراهيم، وعمة السلطان محمد الرابع. تزوجت في سنة 1623 من بيرم باشا، الذي تولى الصدارة العظمى في الفترة من 1637 إلى 1638، وكان واليًا على مصر في الفترة من 1626 إلى 1628، ثم تزوجت من مصطفى باشا النقاش عقب وفاة بيرم باشا سنة 1638.
دُفنت في تربة أخيها السلطان إبراهيم في آيا صوفيا.